# Maladzëžnaja (metropolitana di Minsk)
La stazione Maladzëžnaja (Маладзёжная; in russo Молодёжная?, Molodëžnaja) è una stazione della metropolitana di Minsk, posta sulla linea Aŭtazavodskaja.
Costituisce punto d'interscambio con la stazione ferroviaria nord, servita dal servizio ferroviario metropolitano.